# Deuterocohnia strobilifera
Deuterocohnia strobilifera, polugrm iz porodice tamjanikovki, endemičan za Južnu Ameriku. Raste na stjenovitim padinama i otvorenim prostorima s rijetkom vegetacijom, na visinama od 2300–3900 m. Postoje 2 varijeteta.

## Distribucija
Bolivija: Departmani La Paz, Chuquisaca, Potosí, Tarija; Argentina: Provincija Jujuy: departman Santa Catalina.

## Varijeteti
- Deuterocohnia strobilifera var. inermis L.B.Sm.
- Deuterocohnia strobilifera var. strobilifera

## Sinonimi
- Dyckia strobilifera (Mez) Forzza in Syst. Biodivers. 17: 486 (2019)